# Melica uniflora
Espèce
Melica uniflora, la mélique à une fleur, ou mélique uniflore, est une espèce de plantes monocotylédones de la famille des Poaceae, sous-famille des Pooideae, originaire d'Eurasie et d'Afrique du Nord.
Ce sont des plantes herbacées vivaces, de 30 à 50 cm de haut, parfois cultivées comme plantes ornementales.

## Description
Tige grêle, lisse et feuillée. Les feuilles sont planes, vertes et sont opposées au ligule.

## Synonymes
Selon Catalogue of Life (27 mars 2017) :
- Dalucum lobelianum Bubani, nom. superfl.,
- Melica lobelii Vill.,
- Melica nutans Lam., nom. illeg.,
- Melica uniflora var. leiophylla Maire & Weiller,
- Melica uniflora f. pilosa (Papp) W.Hempel,
- Melica uniflora var. pilosa Papp.